# Simoun
О самолёте Simoun см. Caudron С.630 Simoun.
Simoun (яп. シムーン симу:н), (ру. «Симун»), — аниме-сериал и две манга-адаптации, вышедшие в 2006-м году. Аниме авторства студии DEEN транслировалось по телеканалу TV Tokyo с апреля по сентябрь 2006 года. Первая из манга-адаптаций, в жанре сёдзё, выходила в журнале Comic Yuri Hime и представляла собой альтернативную версию сериала — с тем же сеттингом и персонажами, но с совершенно иным сюжетом. Вторая, сэйнэн-адаптация, выходила с августа по декабрь 2006 года в журнале Megami. 21 июня 2007 года вышла визуальная новелла Simoun Ibara Sensou 〜Fuuin no Ri Maajon〜 (яп. シムーン 異薔薇戦争〜封印のリ·マージョン〜), выпущенная компанией Marvelous Interactive, для платформы PlayStation 2.

## Дайкурику
Действие аниме происходит на планете Дайкурику (яп. 大空陸 дайку:рику, дословно, «великая страна неба» или «небесный берег»), расположенной в системе с двумя солнцами. В действии участвуют три государства: теократический миролюбивый Симулакрум (яп. シムラークルム宮国 симура:куруму кюкоку) и технически развитые Серебряный Архипелаг и Свинцовое Нагорье. Многие имена собственные в сериале в той или иной степени дословно переняты из латинского языка, например, «argentum» — «серебро», «plumbum» — «свинец».
Дайкурику населён гуманоидами, внешне идентичными людям. Однако все новорожденные Дайкурику принадлежат к женскому полу и растут (физически и, в той или иной степени, психически) девушками. На территории Симулакрума расположены руины храма почитаемого в этой стране божества Темпус Спатиум (яп. テンプスパティウム тэмпусупатэйуму), куда после совершеннолетия «девушки» (они не считаются принадлежащими к какому-либо из двух полов) приходят для прохождения обряда выбора пола. Во время обряда девушка входит в воду священного источника, после чего обретает тот пол, который она выбрала. При источнике состоит Хранительница — жрица Темпус Спатиум, не выбравшая пола. Техническая сторона обряда непонятна никому, фактически в его результате ДНК необратимо «переписывается» в соответствии с желанием человека. Если в момент обряда проходящая его сама не знает, какой пол ей больше по душе, результат может быть любым (неясно, кто в этом случае выбирает пол — Хранительница, либо выбор остаётся за Темпус Спатиум). У тех, кто выбрал мужской пол, тело меняется медленно, в течение нескольких лет, а к имени добавляется суффикс «ф» (например, женское имя «Эри» становится мужским «Эриф»); у остающихся девушками имя остаётся прежним. В других странах выбор пола проводится более технологичными способами, лишь вскользь упоминающимися в сериале.
Много веков назад на Дайкурику процветала развитая технологическая цивилизация, однако к моменту начала сериала большинство её достижений давно утеряны. На момент завязки сюжета Симулакрум монополизировал технологию «спиральных двигателей» — т. н. helical motoris (яп. ヘリカル・モートリス хэрикару мо:торису), — доставшихся человечеству в наследство от погибшей древней цивилизации и используемых ныне в средствах воздушного и наземного транспорта (в частности, поездах). Такое положение вещей глубоко не по душе окружающим Симулакрум государствам, в частности — Серебряному Архипелагу (яп. アルゲントゥム礁国 аругэнцуму сёкоку), молодой индустриальной нации, расположившейся на островах на некотором расстоянии от континента, и Свинцовому Нагорью (яп. プルンブム嶺国 пурумбуму рэйкоку), с которыми у Симулакрума, несмотря на географическую близость, напряжённые отношения по религиозным и экономическим причинам.
Архипелаг давно копит военные силы. Его техника и вооружение во многом схоже с арсеналами европейских стран в 1920-х и 30-х годах: в частности, большую роль играют воздушные войска вроде серийных дирижаблей и бипланов-истребителей.
Симулакрум находится под защитой полумистических «Симунов» (яп. シムーン симу:н) — высокотехнологичных двухместных летательных аппаратов, общепризнанно являющихся самыми быстрыми и манёвренными на планете. Конструкция Симунов включает в себя два спиральных двигателя, принцип действия которых непонятен даже механиками Симулакрума. Считается, что один из роторов контролирует положение машины в пространстве, а другой — скорость течения времени. Пилотировать Симун могут только девушки, ещё не выбравшие пол. В Симулакруме это — младшие жрицы Темпус Спатиум, носящие титул «Сивилл» (яп. シムーン・シヴュラ симу:н сивюра). Два пилота располагаются в отдельных кабинах, при этом сидящая в передней аурига управляет полётом машины, а сагитта является одновременно штурманом и стрелком. Между кабинами располагается священная сфера «Самоцвета Симуна» — сферический зеленоватый камень. Перед полётом камень должен быть активирован с помощью соответствующего ритуала: две Сивиллы должны сначала поцеловаться друг с другом, а затем синхронно поцеловать сферу (эта подробность послужила поводом для быстрого роста популярности этого аниме среди юри-фэндома). Активизация может не произойти, если Сивиллы испытывают по отношению друг к другу негативные эмоции. Сивиллы почитаются простыми людьми Симулакрума как святые и неприкосновенные, их просят о благословении, им кланяются, на их защиту надеются.
Изначально Симун не являлся оружием и использовался только для проведения особых обрядов и вознесения Темпус Спатиуму молитв, именуемых «Ри-Ма́джон» (яп. リ・マージョン ри ма:дзён). Ри-Маджон представляет собой ритуализированную последовательность движений, совершаемых в воздухе группой Симунов. В результате в небе остаются своеобразные рисунки, которые при правильном исполнении обретают силу могущественных заклинаний. Изначальная задача Сивилл состояла в том, чтобы создавать и открывать заново утерянные рисунки Ри-Маджонов, ибо они уверены, что Ри-Маджон — родной язык Темпус Спатиума, способный пробуждать его божественную силу. В силу этого убеждения большинство представителей духовенства Симулакрума всегда выступало категорически против превращения Симунов в боевые машины. Существует строгое разделение Ри-Маджонов на боевые, дипломатические, похоронные и т. д. Боевые Ри-Маджоны приводят к высвобождению огромной разрушительной силы, самые сильные из них сопоставимы с маломощным ядерным оружием. Прочие государства этого мира не имеют никакого оружия, хотя бы близкого по боевым качествам, поэтому после начала войны Сивилл откровенно ненавидят военные Архипелага и Нагорья — ведь эти девушки стали причиной смерти огромного количества их боевых товарищей. В отличие от солдат, жрицы Нагорья (где почитают бога, очень похожего на Темпус Спатиум) ставят Сивилл выше себя, готовы идти против собственных командиров и даже жертвовать собой, чтобы помочь им.
Сивиллы организованы в группы по двенадцать человек. Каждая такая единица, «хор» (яп. コール ко:ру), пилотирует шесть Симунов (это максимальное количество машин, требующееся для выполнения наиболее сложных Ри-Маджонов) и подчиняется реги́не (яп. レギーナ рэги:на), которой, как правило, становится наиболее опытная Сивилла хора. Самая опытная и заслуженная Сивилла флота носит почётный титул Сивилла Ауреа (яп. シヴュラ・アウレア сивюра аурэа). Регины подотчётны дуксам (яп. デュクス дьукусу), координирующим действия нескольких хоров разом и назначающимся из взрослых (уже выбравших постоянных пол и потому неспособных пилотировать Симуны) представителей духовенства Симулакрума.
Также на вооружении Симулакрума состоят упрощённые одноместные машины, именуемые «Симиле» (яп. シミレ・シムーン симирэ симу:н), имеющие только один спиральный двигатель. Их может пилотировать одна Сивилла, на них проводилось обучение стажёров.
Симуны и Симиле базируются на нескольких гигантских «летающих авианосцах», совершенных и комфортных, имеющих все условия для жизни, обучения и тренировок Сивилл. В сериале показаны только два таких корабля — «Аркус Прайм» и «Аркус Тёмный». Кроме того, несколько серий подряд хор Бури базируется на летающем грузовом судне «Мессис», переоборудованном под военные нужды и потому не отличающемся комфортностью авианосцев.

## Сюжет
Войска Архипелага идут в наступление на Симулакрум. Их цель — добыть технологию спиральных двигателей, которая позволит совершить рывок в технологиях. Независимо от Архипелага, на Симулакрум нападает и Свинцовое Нагорье. Армия Симулакрума слаба, военные требуют использовать Симуны для защиты от воздушных атак — противник совершает массированные налёты и бомбардировки.
Но жриц Темпус Спатиум никто и никогда не учил воевать, и множество их гибнет в первом же бою. Из оставшихся в живых большинство сознательно не желает или просто психологически не готово быть солдатами, драться, убивать и умирать в бою — они учились молиться небу, а не драться. Многие отказываются идти в бой, вместо этого отправляясь к Источнику (никто не может запретить Сивилле сделать это). В число Сивилл приходят молодые стажёры, некоторые из которых никогда не стали бы Сивиллами при других обстоятельствах. В силу чрезвычайности ситуации опытным Сивиллам позволяют остаться пилотами (то есть, не выбирать постоянный пол) даже после совершеннолетия.
В центре повествования находится Хор Бури (яп. コール・テンペスト ко:ру тэмпэсуто), некогда имевший репутацию элитного подразделения, но понёсший большие потери в первом же бою. В начале сериала Хор Бури, Хор Главы и Хор Восхода прикомандированы к крупному летучему авианосцу Аркус Прайм (яп. アルクス・プリーマ арукусу пури:ма). У входящей в Хор Сивиллы Нэвирил, лучшей из Сивилл Симулакрума, гибнет партнёрша и любовница Амурия, из-за чего Нэвирил погружается в глубокую депрессию. Лишённый самых опытных пилотов Хор становится небоеспособен. Партнёршей Нэвирил становится молодая и экспрессивная Аэру, пришедшая в Хор не молиться, а убивать и сражаться. Первой задачей Параэтты — временно исполняющей обязанности регины Хора вместо Нэвирил, — становится приведение его в порядок, помощь Сивиллам в преодолении личных проблем и комплексов, возвращение Хора к действию.

## Список персонажей

### Сивиллы
Аэру (яп. アーエル Аэру) — Возраст Аэру: 17 лет. Молодая и талантливая Аэру, стала сивиллой благодаря смерти другой сивиллы. Нэвирил после смерти своей первой партнёрши Амурии официально считается партнёршей Аэру. Аэру считает Нэвирил очень симпатичной или даже влюблена в неё. Аэру на самом деле очень талантливый пилот. Хотя Аэру кажется очень самоуверенной, но в то же время она обычная молодая девушка которая иногда не понимает, что происходит вокруг. Её дедушка тоже был сивиллой и мечтал увидеть иной мир — мир надежд, и в конце концов он передал эту мечту своей внучке. Её имя на языке Нагорья означает «божественная любовь».
Сэйю: Мити Ниино
Нэвирил (яп. ネヴィリル Нэвирил) — Возраст Нэвирил: 18 лет. Регина хора Темпест и самая сильная из всех его сивилл. В самом начале аниме из-за Нэвирил погибает её первая партнёрша и любовница Амурия. После смерти Амурии Нэвирил впала в глубокую и мрачную депрессию. Из этой депрессий её вытягивает весёлая, общительная и живая духом Аэру, а вторая причина, по которой Нэвирил вышла из депрессии — твёрдое решение или мысль что симун — это всё, что у неё осталось. Нэвирил очень популярна у остальных пилотов симунов, и не только из-за того, что она лучшая из сивилл, но и из-за того, что Нэвирил обладает очень хорошими внешними данными. Отец Нэвирил — высокопоставленный чиновник.
Сэйю: Риэко Такахаси
Параетта (яп. パライエッタ Параетта) — Возраст Параетты: 18 лет. Одна из старших сивилл. Она управляла хором в то время, когда Нэвирил была не способна даже на это. Параетта ещё в детстве всегда была рядом с Нэвирил и ещё тогда в неё влюбилась. Эта влюблённость не прошла, и когда Параетта стала вместе с Нэвирил пилотами симуна, но её любовь, также как и в детстве, осталась безответной. Её напарницей по пилотированию симуна является Кайму. Из-за своего возраста Параетта скоро должна выбрать себе пол.
Сэйю: Ами Косимидзу
Кайму (яп. カイム Кайму) — Возраст Кайму: 16 лет. Официальной партнёршей Кайму считается Параетта. Кайму испытывает к Параетте не партнёрские чувства, а любовь, но Параетта не обращает на её чувства внимания и только иногда смотрит на Кайму. Из-за этого Кайму очень злится. У Кайму есть сестра по-имени Альти. Отношения между сёстрами очень натянутые из-за того, что Кайму совершила грех и винит в этом свою сестру Альти, Кайму даже не замечает как уважает и любит её Альти.
Сэйю: Митико Хосогоси
Альти (яп. アルティ Альти) — Возраст Альти: 16 лет. Партнёршей Альти в управление симуном является Флое. У Альти есть сестра Кайму, но они находятся в сухих и натянутых отношениях. На самом деле Альти любит свою сестру. Ради Кайму Альти пытается быть сильной и смелой, но Кайму не замечает, на что идёт Альти ради неё. На людях Альти серьёзна и сдержанная, практически не показывает своих чувств.
Сэйю: Митиру Айдзава
Флое (яп. フロエ Фуроэ) — Возраст Флое: 16 лет. Партнёрша Альти по симуну и одна из людей, способных нормально общаться с Альти. Флое считает себя спецом по любовным проблемам. По сериалу видно, что многие эмоций Флое написаны у неё на лице. Очень часто она помогала с любовными проблемами Аэру. Флое предпочитает думать, что проблем не существует. Она очень большая оптимистка.
Сэйю: Мэгуми Тоёгути
Моринасу (яп. モリナス Моринасу) — Возраст Моринасу: 16 лет. Её партнёрша в управлении симуном — Родоримон. Вначале Моринасу очень хотела стать партнёршей Нэвирил, но увидев, как Нэвирил популярна у остальных девушек, быстро сдалась. Иногда создаётся впечатление, будто Моринасу больше интересует строение симуна, чем управление ним. В сериале у Моринасу роман с механиком Вапорифом.
Сэйю: Нана Мидзуки
Юн (яп. ユン Юн) — Её партнёрша в управлений симуна — Мамина. Юн среди остальных пилотов симунов выделяется особой религиозностью. Хоть она и управляет симуном и участвует в войне, но на самом деле Юн ненавидит войны. Она понимает, что война приносит только смерть. Юн участвует в войне только из-за того, что осталась единственной выжившей сивиллой её прошлого хора. Её мечта — помогать душам умерших и мёртвым. Она мечтает, чтобы всё снова было в порядке, чтобы был мир во всём мире.
Сэйю: Каори Надзука
Мамина (яп. マミーナ Мамина) — Её партнёрша в управлении симуном — Юн. Мамина крайне резка и амбициозна. В отличие от многих сивилл, она родом из небогатой семьи (её родители работали слугами в усадьбе семьи Родоримон). Мамина не является жрицей от рождения и поэтому она считает, что всегда должна доказывать своё право на вождение Симуна. Позже, помирившись с Родоримон и влюбившись в неё, Мамина заметно смягчается и становится одним из самых чистосердечных и самоотверженных персонажей.
Сэйю: Каори Надзука
Родоримон (яп. ロードレアモン Родоримон) — Возраст Родоримон: 16 лет. Её партнёрша в управлении симуном — Моринасу. Родоримон происходит из благородной семьи, она не имела другого выбора, кроме как последовать традиции своей семьи и стать сивиллой. Родоримон стесняется своего происхождения и готова отдать все, чтобы показать, что не считает себя лучше Мамины. В аниме Родоримон влюбилась в Мамину. Очень показательно то, что в конце сериала она под руководством Параетты открывает на свои деньги приют для осиротевших из-за войны детей.
Сэйю: Микако Такахаси
Лимонэ (яп. リモネ Лимонэ) — Возраст Лимонэ: 12 лет. Её партнёрша в управлении симуном — Доминура. Будучи вундеркиндом, Лимонэ — самая младшая из всех сивилл. Из-за трагической смерти своей партнёрши во время учёбы, Лимонэ первоначально неспособна принимать свои собственные решения, и справиться с этим ей помогает Аэру. Лимонэ очень сильно привязана к своей партнёрше Доминуре и кажется единственной сивиллой в хоре Бури, которая дорожит ей не просто как отличным стратегом и командиром.
Сэйю: Мамико Ното
Доминура (яп. ドミヌーラ Доминура) — Возраст Доминуры: 19 лет. Её партнёрша в управлении симуном — Лимонэ. Доминура является единственной выжившей сивиллой из легендарного хора Правой Руки. Из всех сивилл Доминура самая старшая по возрасту и имеет много амбиций, а также политических связей. Когда Аркус Прайм временно был выведен из строя, именно Доминура устроила перевод хора Темпест на корабль Мессис. Доминура очень вдумчивая и целеустремлённая, готова на все ради достижения своих целей. Доминуре очень дорога её партнёрша Лимоне, она опекает и обучает девочку, считая, что той предстоит стать выдающейся сивиллой.
Сэйю: Юкана Ногами
Амурия (яп. アムリア Амурия) — Возраст Амурии: на момент смерти 17 лет. Амурия была первой партнёршей Нэвирил, они находились в романтических отношениях. Амурия чем-то похожа на Аэру, такая же смелая и боевая. Амурия умирает в первой серии при неудачном исполнении Изумрудного Ри-Маджона, однако её останков на месте сагитты обнаружено не было. Ближе к концу сериала выясняется, что Амурия всё же могла остаться в живых, переместившись с помощью Изумрудного Ри-Маджона в Мир Надежды.
Сэйю: Эри Китамура

### Другие персонажи
Вьюра (яп. ヴューラ Вьюра) — Первоначально довольно заносчивая регина хора Восхода. Вьюра очень уважает членов хора Бури и заступается за них в трудную минуту. После расформирования хора Восхода только Вьюра и ещё одна сивилла отказываются выбрать пол и остаются для исполнения шпионских заданий на корабле Мессис. Позже её переводят в хор Бури.
Сэйю: Эри Китамура
Эри/Эриф (яп. エリー/エリフ Эри/Эриф) — Одна из сивилл хора Бури ещё при жизни Амурии. В первых сериях Эри решает отказаться быть сивиллой и идёт с этой просьбой к Источнику, но она не знает какой она хочет себе пол. Поэтому Источник решил за неё и назначил мужчиной.
Сэйю: Юкана Ногами
Вапориф (яп. ワポーリフ Вапориф) — Механик Аркус Прайма, выбравший мужской пол всего за два года до начала сериала (поэтому внешне он очень похож на девушку). Вапориф очень религиозен, но постоянная работа с Симунами и любовь к одной из сивилл колеблет его веру. Сивилла, которую любит Вапориф, Моринасу.
Сэйю: Фумиэ Мидзусава
Гурагиеф (яп. グラギエフ Гурагиеф) — Дукс трёх хоров, расположенных на Аркус Прайм. Гурагиеф некогда сам был сивиллой и отлично помнит то время. Соответственно он имеет очень хорошее представление о том, чего требует от подручных ему девочек и не считает себя в праве давать им приказы, которые психологически травмировали бы их. До выбора пола Гурагие была партнёршей Анубиту, и Гурагиеф до сих пор очень близок с Анубитуфом.
Сэйю: Хоко Кувасима
Анубитуф (яп. アヌビトゥフ Анубитуф) — Капитан Аркус Прайм. Анубитуф гораздо расчётливей Гурагиефа и намного лучше разбирается в политике. Он готов делать все, что от него требует правительство, но зная открытый характер Гурагиефа, скрывает от него многие свои мысли и действия, чем временно напрягает их отношения.
Сэйю: Рэйко Киути
Онасия (яп. オナシア Онасия) — Именно Онасия управляет церемонией выбора пола у девушек которые приходят к священному Источнику. Предположительно перед тем, как Онасия стала управлять церемонией выбора пола, ей было 17 лет. Также известно, что в прошлом Онасия была сивиллой хора Правой Руки.
Сэйю: Сакико Тамагава

## Музыка
Открывающие темы (opening)
- «Utsukushi Kereba Sore de Ii»

Исполняет: Тиаки Исикава
Композитор: Тиаки Исикава
Закрывающие темы (ending)
- «Inori no Uta»

Исполняет: Savage Genius
Композитор: Такуми

## Альбомы
Было выпущено два альбома с саундтреками: Simoun Original Soundtrack 1 и Simoun Original Soundtrack 2. Simoun Original Soundtrack 1 был выпущен 21 июня 2006 года, Simoun Original Soundtrack 2 был выпущен 30 августа 2006 года.

### Simoun Original Soundtrack 1
Композитор: Тосихико Сахаси
Продюсер: Кэйити Нодзаки
| Трек | Название                                | Название                              | Название                                                                                        | Длительность |
| Трек | Японское название                       | Неофициальная романизация             | Неофициальный перевод                                                                           | Длительность |
| ---- | --------------------------------------- | ------------------------------------- | ----------------------------------------------------------------------------------------------- | ------------ |
| 1    | 美しければそれでいい (TV size)          | Utsukushikereba Sore de Ii            | That Which is Beautiful is Good                                                                 | 1:33         |
| 2    | 妖艶なる絆の響き                        | Yōen Naru Kizuna no Hibiki            | The Sound of Transfixing Bonds                                                                  | 2:24         |
| 3    | 女性国家 第一楽章：旧人類               | Josei Kokka Dai 1                     | The Nation of Women ~ First Movement: Man in Antiquity                                          | 1:48         |
| 4    | 女性国家 第二楽章：男性社会の崩壊と排除 | Josei Kokka Dai 2                     | The Nation of Women ~ Second Movement: The Collapse and Elimination of a Male-Dominated Society | 1:51         |
| 5    | 女性国家 第三楽章：新たな種の保存と変化 | Josei Kokka Dai 3                     | The Nation of Women ~ Third Movement: Change and Preservation of the New Species                | 1:39         |
| 6    | 女性国家 第四楽章：女性国家確立         | Josei Kokka Dai 4                     | The Nation of Women ~ Fourth Movement: The Women's Nation is Established                        | 1:48         |
| 7    | 微かなる恋の心                          | Kasuka Naru Koi no Kokoro             | Heart of Faint Love                                                                             | 2:29         |
| 8    | 旅立ちの予感                            | Tabidachi no Yokan                    | Premonition of Departure                                                                        | 2:18         |
| 9    | 翼とツバサ                              | Tsubasa to Tsubasa                    | Wings Upon Wings                                                                                | 2:30         |
| 10   | 特別な未来の為に…                       | Tokubetsu na Mirai no Tame ni         | For the Benefit of the Special Future                                                           | 2:20         |
| 11   | 哀しみのシムーン・シヴュラ              | Kanashimi no Simoun Sibylla           | Sorrow of the Simoun Sibylla                                                                    | 2:54         |
| 12   | そのままで…                             | Sono Mama De...                       | Stay Yourself...                                                                                | 2:00         |
| 13   | 泉の波動                                | Izumi no Hadou                        | Surge of the Spring                                                                             | 2:32         |
| 14   | 約束                                    | Yakusoku                              | Promise                                                                                         | 1:35         |
| 15   | 美しき巫女の涙                          | Utsukushiki Miko no Namida            | The Beautiful Maiden's Tears                                                                    | 1:40         |
| 16   | 疑念と真実                              | Ginen to Shinjitsu                    | Suspicion and Truth                                                                             | 1:47         |
| 17   | 黒い陰                                  | Kuroi Kage                            | Black Shadow                                                                                    | 2:09         |
| 18   | 大空のアウリーガ                        | Ōzora no Auriga                       | Auriga of the Wide Open Sky                                                                     | 2:26         |
| 19   | 慟哭コール・テンペスト                  | Dōkoku Chor Tempest                   | Wailing Cold Tempest                                                                            | 2:29         |
| 20   | 空中要塞                                | Kūchū Yōsai                           | Sky Fortress                                                                                    | 2:42         |
| 21   | 静かなる祈りの声                        | Shizuka Naru Inori no Koe             | Voice of Quiet Prayer                                                                           | 2:27         |
| 22   | 田園                                    | Dennen                                | The Country                                                                                     | 2:24         |
| 23   | 空よ風よ輝きの大地よ                    | Sora yo Kaze yo Kagayaki no Daichi yo | Oh Sky, Oh Wind, Oh Brilliance of the Earth                                                     | 2:51         |
| 24   | 祈りの詩 (TV size)                      | Inori no Uta                          | Song of Prayer                                                                                  | 1:37         |

### Simoun Original Soundtrack 2
Композитор: Тосихико Сахаси
Продюсер: Keiichi Nozaki
| Трек | Название                   | Название                          | Название                         | Длительность |
| Трек | Японское название          | Неофициальная романизация         | Неофициальный перевод            | Длительность |
| ---- | -------------------------- | --------------------------------- | -------------------------------- | ------------ |
| 1    | 手のひらのメロディー       | Te no hira no merodii             | A Melody in the Palm             | 0:49         |
| 2    | 戦う空の果て               | Tatakau Sora no Hate              | The End of the Sky Battle        | 2:24         |
| 3    | 混沌                       | Konton                            | Chaos                            | 2:35         |
| 4    | 歴史は語る                 | Rekishi wa Kataru                 | History Teaches Us               | 3:33         |
| 5    | 必然と涙                   | Hitsuzen to Namida                | Inevitability and Tears          | 2:19         |
| 6    | 明日への勇気               | Ashita he no Yūki                 | The Courage to See Tomorrow      | 2:07         |
| 7    | 困惑の時                   | Konwaku no Toki                   | Time of Unease                   | 2:23         |
| 8    | 安らぎのツバサ             | Yasuragi no Tsubasa               | Resting Wings                    | 1:38         |
| 9    | 疑念                       | Ginen                             | Doubt                            | 2:12         |
| 10   | 走れ!!                     | Hashire!!                         | Run!                             | 2:12         |
| 11   | 大聖堂                     | Daisēdō                           | Cathedral                        | 2:24         |
| 12   | 夕景の雲                   | Yūkē no Kumo                      | Cloud of Dusk                    | 2:09         |
| 13   | 約束の朝に                 | Yakusoku no Asa ni                | The Promised Morning             | 2:19         |
| 14   | 華麗なる舞踏室             | Karē Naru Butō Shitsu             | A Splendid Ballroom              | 2:52         |
| 15   | シムラークルム宮国         | Shimurākurumu Kyuukoku            | The Shining Nation of Simulacrum | 2:18         |
| 16   | 不安の視線                 | Fuan no Shisen                    | Worried Eyes                     | 2:07         |
| 17   | 空中待機                   | Kūchū Taiki                       | Waiting in Midair                | 2:14         |
| 18   | 感情の向くままに           | Kanjō no Muku Mama ni             | Emotion Etched in Your Face      | 2:11         |
| 19   | 孤独な巫女                 | Kodoku na Miko                    | The Lonely Maiden                | 2:20         |
| 20   | テンプスパティウムの波動   | Tempusu Patiumu no hadō           | Wave Motion of Tempus Patiem     | 2:47         |
| 21   | 侵犯                       | Shinpan                           | Invasion                         | 2:58         |
| 22   | 優しい風の薫り             | Yasashī Kaze no Kaori             | Fragrance of the Gentle Wind     | 2:38         |
| 23   | 孤独な祈りと歌             | Kodoku na Inori to Uta            | Lonely Prayer and Song           | 2:05         |
| 24   | 独りの勇気                 | Hitori no Yūki                    | A Single Person's Courage        | 1:57         |
| 25   | 空に描く夢                 | Sora ni Kaku Yume                 | Dreams written in the sky        | 2:20         |
| 26   | 伝説のリ・マージョン       | Densetsu no Ri Mājon              | Legend of the Ri Majon           | 2:43         |
| 27   | ロードレアモン"翼の子守歌" | Rodoreamon «Tsubasa no Komoriuta» | Roatreamon «Lullaby of Wings»    | 3:51         |
| 28   | 夢の終わりに               | Yume no Owari ni                  | The End of the Dream             | 0:27         |

## Рецензии
Эрика Фридман, президент Yuricon и ALC Publishing, назвала «Симун» лучшим юрийным аниме 2006 года, очень высоко отозвавшись о саундтреке, графике и сюжете. В качестве минусов она указала дизайн персонажей, особенно Нэверил, сравнив её с «надувной секс-куклой». Марк Томас, ведущий сайт «Anime on DVD», назвал дизайн Нэверил «нереалистичным», которому сильно не хватает «естественности» других персонажей, но отметил, что это можно оправдать статусом «богини», который она имеет в аниме. В обзоре на Anime News Network также отмечено, что Нэверил обладает «настоящей харизмой», что становится очевидным после того, как у неё в восьмой серии проходит «приступ парализующей паники».
В обзоре на Anime News Network отмечено, что сюжет интересен сам по себе и не полагается только на юрийную составляющую, а также то, что, в отличие от других аниме в жанре меха, «Симун» даёт обильную пищу для ума. В обзоре говорится также, что тон этого аниме отличается от тона других подростковых аниме про пилотов, и что он «всегда серьёзный и драматичный, но только редко становится тяжёлым, и никогда — мрачным». Отмечается, что персонажи не «одномерные, сделанные под копирку стереотипы». Критиковалось использование в некоторых местах статичных изображений, нарисованных карандашом. Концовка аниме описывается как частично удовлетворительная, т.к. некоторые её элементы были «с горечью».